# 卢卡什·波勒特
卢卡什·波勒特（捷克語：Lukáš Pollert，1970年3月24日—），捷克男子皮划艇运动员。他曾代表捷克斯洛伐克、捷克参加1992年和1996年夏季奥林匹克运动会皮划艇比赛，获得一枚金牌和一枚银牌。